# Kabupaten Maluku Tenggara Barat
Kabupaten Maluku Tenggara Barat (engelska: Western Southeast Maluku Regency) är ett kabupaten i Indonesien.   Det ligger i provinsen Moluckerna (huvudsakligen Tanimbaröarna), i den östra delen av landet, 2 700 km öster om huvudstaden Jakarta. Antalet invånare är 105 341. Arean är 15 033 kvadratkilometer.
Terrängen i Kabupaten Maluku Tenggara Barat är huvudsakligen platt, men den allra närmaste omgivningen är kuperad.